# Leitão assado à Bairrada

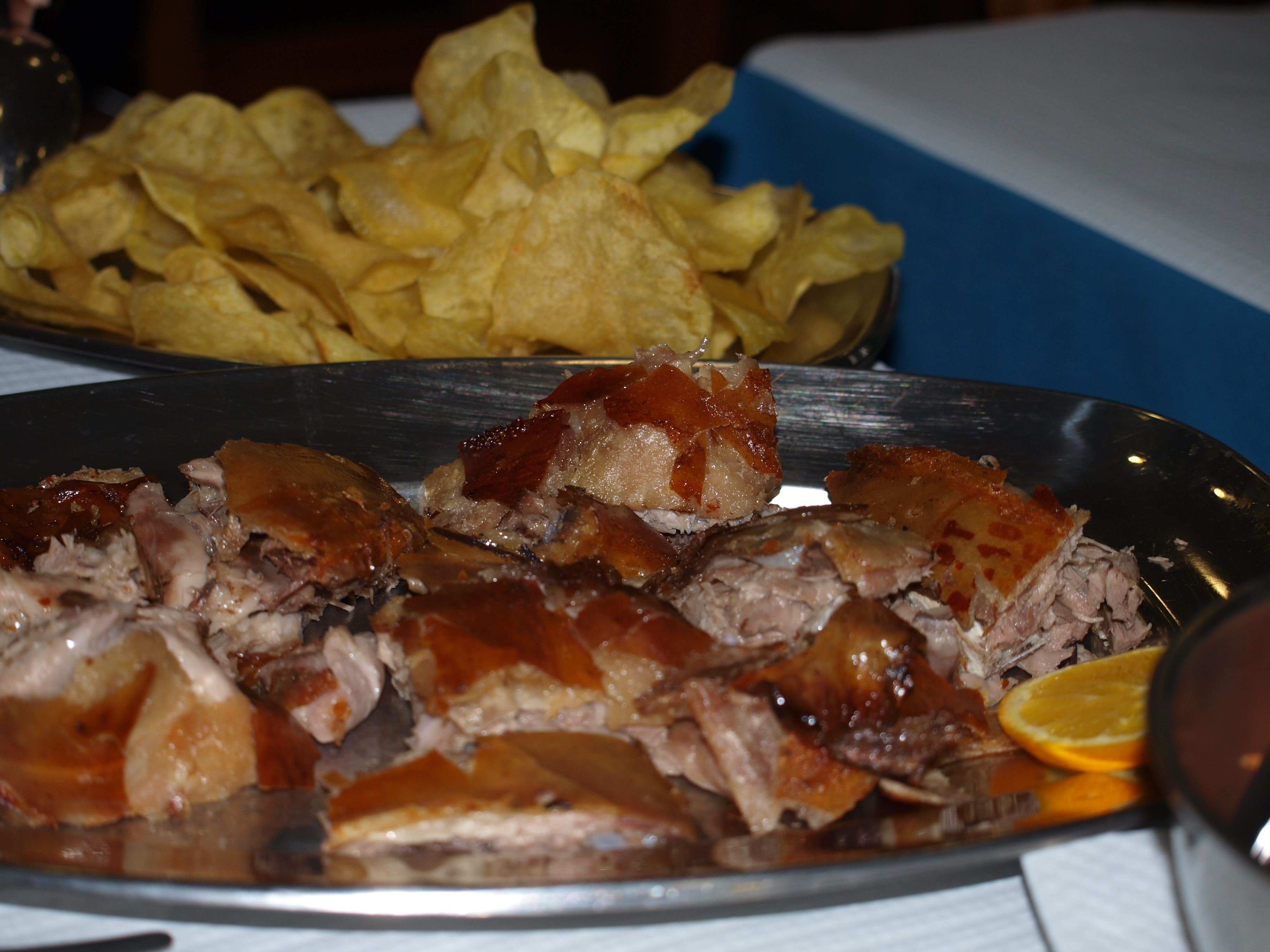
Leitão à Bairrada

Leitão assado à Bairrada é um prato típico da região da Bairrada, em Portugal, tendo sido nomeado uma das 7 Maravilhas da Gastronomia de Portugal.

## História

### Origem[carecede fontes?]
Apesar de se saber que os romanos já apreciavam leitão, não são muitos os livros de gastronomia que o referem assado. Facto é que desde o século XVII que a criação de suínos se tornou excedentária em terras da Bairrada e esse facto constituiu um grande impulso que o levou à sua comercialização.
O documento mais antigo que se refere a esta iguaria é uma receita conventual de 1743, provavelmente do Mosteiro do Lorvão ou do Mosteiro da Vacariça, compilada num caderno de refeitório de 1900 por António de Macedo Mengo, na qual é descrita uma receita que quase coincide com a receita actual.
Devido a esta falta de documentação mais exacta, todos os concelhos da região da Bairrada reivindicam a sua origem.

### Comercialização
A sua comercialização assado terá começado em Covões (Cantanhede), segundo um documento do início do século XX, de uma encomenda feita pela Sociedade das Águas de Luso, mas o seu grande arranque terá sido levado a cabo por Álvaro Pedro, nascido em Alpalhão, freguesia de Aguim (Anadia), começou por vender no seu negócio em 1941, as famosas sandes de leitão aos automobilistas que então circulavam na EN1 e mais tarde em 1949, abre o primeiro restaurante que comercializa para o grande público leitão assado à Bairrada, situado na aldeia de Sernadelo, perto de Alpalhão, e hoje integrada na malha urbana da Cidade de Mealhada.
Posteriormente muitos restaurantes se seguiram preenchendo as laterais da EN1 de uma ponta à outra de Mealhada, e mais tarde aos concelhos vizinhos como Anadia, Cantanhede, Oliveira do Bairro e Águeda.

## Defesa e Regulamentação
O leitão assado à Bairrada é defendido, para além dos respectivos municípios, por duas confrarias: a Confraria Gastronómica do Leitão da Bairrada, fundada em 1995 e com sede em Sangalhos (Anadia), e a mais recente Confraria do Leitão da Mealhada.
Por seu lado, o concelho de Mealhada, devido à enorme densidade de restaurantes, matadouros e assadores, e ao grande peso que o leitão representa na sua economia, decidiu, por conta própria, lançar a marca 4 Maravilhas da Mesa da Mealhada em que se inclui o leitão, para certificar os estabelecimentos concelhios do cumprimentos das normas e a manutenção do bom nome.

## Candidatura às 7 Maravilhas da Gastronomia de Portugal
Em 2011, este prato foi candidato a uma das 7 Maravilhas da Gastronomia de Portugal, sendo um dos 21 pratos finalistas.